# Tatjana Procenko
Tatjana Procenko (ros. Татьяна Анатольевна Проценко; ur. 8 kwietnia 1968 w Moskwie, zm. 19 maja 2021) – radziecka aktorka.
Popularność przyniosła jej rola Malwiny w filmie Prikluczenija Buratino (1975).
Zmarła na skutek choroby nowotworowej.